# رادوفان ميتروفيتش
رادوفان ميتروفيتش (بالألمانية: Radovan Mitrović)‏ هو لاعب كرة قدم نمساوي في مركز الهجوم، ولد في 25 مايو 1992 في فيينا في النمسا. شارك مع منتخب النمسا تحت 20 سنة لكرة القدم. أما مع النوادي، فقد لعب مع نادي أوترخت ونادي إيمن ونادي هيرنفين.

## وصلات خارجية
- رادوفان ميتروفيتش على موقع الاتحاد الدولي (مؤرشف)  (الإنجليزية)
- رادوفان ميتروفيتش على موقع قاعدة بيانات كرة القدم.إي يو (الإنجليزية)
- رادوفان ميتروفيتش على موقع Soccerway.com (الإنجليزية)
- رادوفان ميتروفيتش على موقع عالم كرة القدم.نت (الإنجليزية)